# Хосе де Карвахаль
Хосе де Карвахаль-і-Ланкастер (ісп. José de Carvajal y Lancaster; 1698 — 8 квітня 1754) — іспанський державний діяч, голова уряду (державний секретар) країни у 1746—1754 роках.

## Життєпис
Народився у шляхетній родині. Освіту здобував в університеті Саламанки, після закінчення якого став суддею у Вальядоліді, а також зайняв пост у Раді Індій. Окрім того, Хосе де Карвахаль також був членом Державної ради, обіймаючи посаду секретаря міністра. За правління короля Філіпа V очолював Раду Індій, а від 1746 року також був керівником фінансового й торгового відомства.
За правління короля Фернандо VI отримав пост державного секретаря. У той період було організовано експедицію до витоків Оріноко, щоб забезпечити виконання умов договору про розмежування володінь з Португалією. Також він провів реформу королівської пошти, а 1752 року заснував Королівську академію трьох шляхетних мистецтв імені святого Фернандо.